# Fünffleckiger Lippfisch
Der Fünffleckige Lippfisch (Symphodus roissali) ist ein über dem Meeresgrund im Litoral lebender Fisch der Gattung Symphodus aus der Familie der Lippfische (Labridae).

## Taxonomie
Erstmals beschrieben wurde der Fünffleckige Lippfisch vom französischen Naturforscher Joseph Antoine Risso im Jahre 1810 in dessen Werk Ichtyologie ou histoire naturelle des poissons des Alpes-Maritimes. Eine synonyme Bezeichnung für den Fünffleckigen Lippfisch lautet Crenilabrus quinquemaculatus. Weitere Synonyme sind Lutjanus alberti (RISSO), Labrus aeruginosus (PALLAS), Crenilabrus tigrinus (RISSO) sowie Crenilabrus arcuatus (RISSO).

## Merkmale

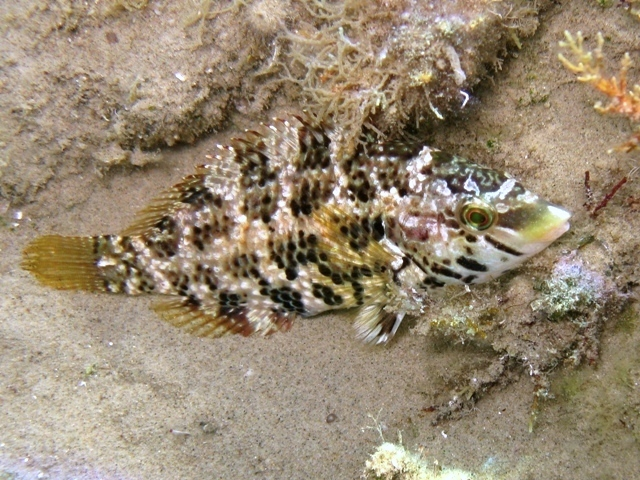
Fünffleckiger Lippfisch

Der Fünffleckige Lippfisch zeichnet sich durch spezielle Merkmale aus, mittels derer man die Art von anderen Labriden-Arten unterscheiden kann. Zunächst ist der gesamten Gattung Symphodus gemein, dass alle zu dieser Gattung zählenden Arten eine Einzelreihe an Zähnen pro Kiefer haben, während andere Labriden zwei oder mehr Zahnreihen aufweisen. Innerhalb der Gattung Symphodus kann man den Fünffleckigen Lippfisch von anderen Arten unterscheiden, da bei dieser Art die Distanz zwischen der Basis dem zweiten Hartstrahl der Dorsalia und dem Seitenlinienorgan schmaler als die halbe Länge der Weichstrahlen der Dorsalia ist. Außerdem hat S. roissali etwa 35–90 cephalische Poren auf seiner Kopfoberseite. Ferner unterscheidet sich der Fünffleckige Lippfisch von anderen Symphodus-Arten dadurch, dass bei ihm die unbeschuppte Fläche des Operculums ist eher klein ist und ihre Farbe sich mehr oder weniger von der Farbe anderer Flecken bzw. gewundener Linien auf dem Kiemendeckel unterscheidet. Guckt man sich nun S. roissali genauer an, so zeichnet sich die Art durch weitere Merkmale aus. Ihr Kopf ist genauso lang oder kürzer als die Körperlänge, während das Maul immer kürzer als die Postorbitale ist. Die Labridenart besitzt darüber hinaus vier bis sieben Zähne im Ober- und sechs bis zehn Zähne im Unterkiefer. Die Schnauze zeichnet sich durch fünf bis neun große, cephalische Poren aus, während die Lippen des Fisches fünf bis sieben Falten aufweisen. Das Operculum des Fünffleckigen Lippfisches hat im Zentrum eine schuppenlose Fläche, die sowohl beim Männchen als auch beim Weibchen dunkler (braun, braun-rötlich oder schwärzlich) ist und farblich auch nicht immer mit den Färbungen der Flecken und Streifen des restlichen Kiemendeckels übereinstimmt. In der lateralen Ausdehnung besitzt der Fünffleckige Lippfisch 30–35 Schuppen, an der Oberfläche des Schläfenhinterkopfes jedoch nur zwei bis vier. An der Basis der Caudalis findet sich oft ein schwarzer Punkt, der bei manchen Individuen jedoch auch fehlt, während sich die Dorsalis durch fünf Punkte auszeichnet. Die Flossenformel für S. roissali lautet D XIV-XVI + 8-10, A III + 8-10, wobei D für Dorsalis, A für Analis, die arabischen Ziffern für Hartstrahlen und römische Ziffern für Weichstrahlen stehen. Allerdings wird hierbei schon deutlich, dass es schwierig bis unmöglich ist, eine Art nur anhand ihrer Flossenformel korrekt zu bestimmen.
Der Fünffleckige Lippfisch erreicht im Durchschnitt Längen von 12–15 cm, kann jedoch auch bis zu 17 cm lang werden. Der Körper hat eine länglich-ovale Form und zeichnet sich durch sehr variable Färbungen aus, wobei die meisten Individuen grünlich-hellbraun bzw. grünlich-braun sind. Dabei variiert die Färbung je nach des primären Lebensraums der Individuen. Während Tiere, die auf steinigem Untergrund leben, eine beige bis hellbraune Grundfärbung aufweisen, sind die Exemplare, die zwischen Pflanzbewuchs vorkommen, zumeist kräftig grün gefärbt. Bei den Individuen, die sich in erster Linie zwischen Pflanzen aufhalten, kommen auch die dunklen Streifen häufiger vor als bei Tieren mit einem anderen Lebensraum. Eine gewisse farbliche Adaption an ihre Umgebung konnten auch Arigoni et al. feststellen, die untersucht haben, inwiefern sich die Färbung u. a. bei dem Fünffleckigen Lippfisch verändert hat, seit die invasive tropische Alge Caulerpa taxifolia auch im Mittelmeer vorkommt. Dabei konnte festgestellt werden, dass die Individuen zu größerem Anteil grünliche Färbungen aufwiesen, die sich in den Algenwiesen von C. taxifolia aufhielten, als jene, die weiterhin ihr natürliches Habitat besiedelten. Weitere Experimente in Aquarien mit dem Fünffleckigen Lippfisch und dem Augenfleck-Lippfisch brachten zudem die Erkenntnis, dass es sich bei beiden um homochromische Arten handelt, die in der Lage sind, ihre Färbung an ihre Umgebung anzupassen. Männchen und Weibchen unterscheiden sich darüber hinaus auch in ihrer Färbung. Während der Paarungszeit ist die Grundfärbung der Weibchen beige oder grün und über den ganzen Körper finden sich schwarze Flecke, die mehr oder weniger weit verstreut sind, an der Bauchseite jedoch immer in größerer Anzahl vorkommen. Demgegenüber stehen die Männchen, deren endgültiger Phänotyp sich durch grün bis türkis gefärbte Schräglinien auf der Wange, auffallend rot umrandete Augen, zwei dunkle, deutlich voneinander abgegrenzte Flecken am hinteren Teil der Dorsalis sowie eine grüne und rötlichbraune Grundfärbung auszeichnet. Somit wird deutlich, dass auch bei den Fünffleckigen Lippfischen wie bei allen Arten der Gattung Symphodus das Männchen insbesondere während der Paarungszeit viel farbenprächtiger gefärbt ist als das Weibchen.
Der Name des Fisches ist im Übrigen eher irreführend, da dieser dazu verleitet, zu denken, dass sich auf den Körper der Tiere fünf deutlich erkennbare Flecken wiederfinden. Stattdessen weisen Fünffleckige Lippfische jedoch eher ein Muster aus seitlich versetzten und zusätzlich auch noch undeutlichen Querstreifen auf, als dass sich irgendwo auf dem Körper die besagten fünf Flecken finden lassen.
Bezogen auf potentielle Verwechslungsmöglichkeiten mit anderen Arten finden sich keine komplett übereinstimmenden Aussagen. Da die Färbung des Fünffleckigen Lippfisches doch recht auffällig ist, wird in manchen Werken angegeben, dass man Individuen dieser Art ohne Probleme von Individuen anderer Arten unterscheiden kann. In anderer Literatur hingegen wird darauf hingewiesen, dass eine potentielle Verwechslungsmöglichkeit mit dem Schuppenwangen-Lippfisch (Symphodus bailloni) oder der Goldmaid (Symphodus melops) besteht.

## Labriforme Schwimmweise
Wie alle Labriden zeichnet sich auch der Fünffleckige Lippfisch durch die sogenannte labriforme Schwimmweise aus. Dabei bewegen sich die Fische, indem sie gleichzeitig mit ihren Brustflossen schlagen, während die Muskulatur der Schwanzflosse nur zur Steuerung sowie für eine schnelle Beschleunigung genutzt wird. Anhand der durch die synchrone Bewegung der Brustflossen entstehende wippende Schwimmbewegung kann man S. roissali und Labriden allgemein sehr gut in ihrem natürlichen Lebensraum von anderen Fischfamilien unterscheiden, denn die labriforme Schwimmweise kommt nur bei der Familie der Lippfische vor.

## Geographisches Vorkommen und Lebensraum
Bei der Familie der Lippfische handelt es sich um eine große Fischfamilie mit auffälligen, marinen Fischen, von denen viele große Größen erreichen können. Die meisten Arten kommen in den tropischen Zonen vor, doch manche Arten finden sich auch in den subtropischen oder gemäßigten Breiten wieder. Der Fünffleckige Lippfisch ist einer der Labriden, die in den gemäßigten Breiten vorkommen. Sein Verbreitungsraum zieht sich über das gesamte Mittelmeer sowie den angrenzenden Atlantik von A Coruña bis Gibraltar und auch im Schwarzen Meer kommt die Art vor.
Beim Fünffleckigen Lippfisch handelt es sich um standorttreue Fische, die sich vorzugsweise im Litoral aufhalten. Dabei leben Individuen der Art Symphodus roissali zwischen Pflanzen oder auf algenbedecktem Fels, doch die Paarung findet grundsätzlich auf Steinsubstrat statt. Hinzu kommt, dass sich die tagaktiven Tiere zwischen den Algen und Felsspalten, die als Habitat dienen, verstecken. Das indigene pflanzliche Habitat der Labriden-Art sind dabei Seegraswiesen des im Salzwasser gedeihenden Neptungrases (Posidonia oceanica), doch durch die Einwanderung der invasiven Algenart Caulerpa taxifolia nutzen mittlerweile immer mehr Fünffleckige Lippfische die so entstandenen Algenrasen als neues Habitat. Im Durchschnitt trifft man diese Art in Tiefen zwischen ein bis zu zehn bzw. 15 m, doch es kommt auch vor, dass manche Individuen in Tiefen bis zu 30 m leben. S. roissali, der entweder in Gruppen oder paarweise lebt, ist darüber hinaus recht scheu und daher wenig im Freiwasser zu sehen.
Die Anzahl an Fünffleckigen Lippfischen, die sich in einem Habitat aufhalten und dann oft auch eine Gesellschaft bilden, hängt ferner konkret von der Struktur des Habitats ab. Je komplexer das Habitat aufgebaut ist, wobei die Komplexität des Habitats an der Zahl des felsigen Gerölls unterschiedlicher Größe gemessen wird, umso mehr Fische halten sich in einem Habitat auf. Dieser signifikante Zusammenhang lässt sich darüber erklären, dass mit einer höheren Habitatkomplexität auch die Größe der Oberfläche wächst, wodurch wiederum für jedes Individuum mehr Ressourcen zur Verfügung stehen. Es gibt mehr potentielles Futter, mehr Möglichkeiten, sich vor Fressfeinden, Licht oder extremen Temperaturen zu schützen und auch die Anzahl der Standorte zur Paarung und für den Nestbau ist größer.
Der Fünffleckige Lippfisch zählt ferner eindeutig zu den Arten, die im Flachwasser in größerer Anzahl vorkommen, was durch die von Bell (1983) und Harmelin (1990) postulierte trophische Hypothese zu erklären ist. Demnach nehmen die Artenvielfalt und die Abundanz von Labriden und Spariden in tieferen Wasser auf Grund von trophischen Gegebenheiten ab. So finden sich im seichten Gewässer mehr produktive Algengesellschaften und daher auch mehr in den Algen lebende Invertebraten, wodurch folglich das Futterangebot für die Fische im seichten Wasser höher ist als in größeren Tiefen.

## Ernährung
Lippfische sind entweder Herbivore oder aber Carnivore. Viele Labriden ernähren sich von Mollusken, wobei das Gebiss der betreffenden Arten dann dahingehend modifiziert ist, dass die Fische damit Muscheln leicht aufbrechen können. Der Fünffleckige Lippfisch ernährt sich vorzugsweise von kleinen, benthischen wirbellosen Organismen.

## Fortpflanzung und Aufzucht
Die Fortpflanzung des Fünffleckigen Lippfisches, der die Geschlechtsreife erlangt, wenn das Alter von einem Jahr und eine Körperlänge von fünf bis sieben Zentimetern erreicht ist, findet in der Zeitspanne zwischen April und Juli statt. In dieser Zeit erbauen dominante Männchen, die während dieser Zeit deutlich territoriales Verhalten zeigen, mehrere halbkugelige Nester aus Braun-, Rot- und Grünalgen auf dem Sandboden, wobei die Nester zum Teil auch mit Sand bedeckt sind, und beschützen diese auch. Dabei werden die Nester immer nacheinander gebaut. Die Weibchen wiederum besuchen die von den Männchen erbauten Nester und legen ihre Eier in den Nestern ab. Allerdings dulden die Männchen die Weibchen während der Ablaichphase erst nach der Fertigstellung der Nester in deren Nähe und nach dem Ablaichen werden die Weibchen von den Männchen ferner auch energisch vertrieben. Nach dem Ablaichen kümmern sich die Männchen um die Nestpflege, indem sie die Brut bewachen und durch Fächelbewegungen mit Frischwasser versorgen, bis die Jungen geschlüpft sind. Dieser Umstand, dass die männlichen Individuen die Nester bauen und die Brutpflege übernehmen, ist dabei für die meisten Labriden typisch.

### Nesterfolg vonSymphodus roissali
Der Nesterfolg des Fünffleckigen Lippfisches ist allerdings sehr variabel. So kommt es vor, dass manche Nester mehrfach von Weibchen besucht werden, andere jedoch gar nicht. Dabei scheint der Nesterfolg jedoch nicht von irgendwelchen Merkmalen der Männchen abzuhängen, da ein und dasselbe Männchen zunächst gar keinen Erfolg haben kann, doch beim nächsten gebauten Nest zu den Individuen zählt, deren Nest häufig von Weibchen besucht wird.
In einer weiteren Studie wurde versucht, herauszufinden, ob irgendein Zusammenhang zwischen dem Nesterfolg von S. roissali und Variablen wie der Wassertiefe, dem Gefälle des Untergrundes, in welchem Ausmaß das Nest dem Wellengang ausgesetzt ist, und der relativen Lage zu Meeresgrundspalten besteht. Für den Nest- und Bruterfolg des Fünffleckigen Lippfisches sind dabei nur das Gefälle des Untergrundes und das Ausmaß, in dem das Nest dem Wellengang ausgesetzt ist, von Bedeutung. So sind ein flacher Untergrund und ein geschützter Standort die zwei Hauptcharakteristika, die die Wahrscheinlichkeit, dass ein Nest erfolgreich ist, heißt, dass Weibchen in ihm ablaichen, erhöht haben. Die Ergebnisse indizieren, dass die Männchen des Fünffleckigen Lippfisches im Schnitt ihre Nester auf felsigem Untergrund des Litorals bauen und dabei einen flachen Untergrund sowie die Nähe zu Meeresgrundspalten präferieren. So wurden 80 % der Nester in der Nähe eines solchen Abgrundes gefunden. Allerdings garantiert eine Standortauswahl nach diesen Kriterien noch keinen Bruterfolg. Vielmehr ist es wahrscheinlich, dass der Bruterfolg der Labridenart von vorherrschenden Wetterbedingungen und nicht von Eigenschaften des Neststandorts abhängt. Somit scheint der Bruterfolg am meisten vom Wellengang, der im Gegensatz zu den anderen betrachteten Variablen direkt durch das Wetter beeinflusst wird, abzuhängen. Dabei ist es wichtig, dass die Nester in vor dem Wellengang geschützten Lagen gebaut werden, um den Bruterfolg zu erhöhen.

### Pelagisches Larvalstadium
Der Fünffleckige Lippfisch zählt zu den Fischarten, der in seinen Entwicklungskreislauf ein pelagisches Larvalstadium integriert hat. In diesem Stadium können die Nachkommen, die sich noch nicht zu Adulttieren entwickelt haben, sich als Larven im Pelagial über größere Strecken ausbreiten. Die Dauer des pelagischen Larvalstadiums (pelagic larval duration, PLD) ist dabei ein Maß für das spätere Verbreitungspotential der Adulttiere. Im Schnitt dauert bei S. roissali dieses Larvalstadium 12,6 Tage, wobei auch Werte von nur neun bis hin zu 18 Tagen gemessen wurden. In dieser Zeit findet eine küstennahe Verbreitung der Larven, die aus benthischen Eiern schlüpfen, statt, was bedeutet, dass sie sich weniger als eine Meile (1,6 km) weit ausbreiten. Bei allen Labriden ist der Zusammenhang zwischen dem PLD und ihrer geographischen Reichweite positiv und hoch signifikant, was sich beim Fünffleckigen Lippfisch dadurch auszeichnet, dass seine geographische Ausbreitung im Vergleich zu anderen Arten genau wie die PLD bei verhältnismäßig niedrigen Werten liegen. So erzielt der S. roissali eine geographische Ausbreitung von 3625 km, während beispielsweise der Braune Zackenbarsch (Epinephelus marginatus), dessen Larven offshore verbreitet werden und dessen PLD bei durchschnittlich 24,6 Tagen liegt, eine geographische Reichweite von 10001 km aufweist.

### Veränderung des Geschlechts
Bei manchen Fischarten kommt es vor, dass die Individuen ihr Geschlecht verändern. Dies ist dann von Vorteil, wenn zum Beispiel ein paar große Männchen die sexuelle Reproduktion dominieren, sodass kleinere Männchen nur noch einen sehr geringen oder gar keinen Fortpflanzungserfolg mehr haben. In diesen Fällen fördert die natürliche Selektion, dass kleine Individuen zu Weibchen werden, während nur die Individuen, die groß genug sind, um im Reproduktionswettbewerb erfolgreich zu sein, zu Männchen werden. Beim Fünffleckigen Lippfisch ist eine Umwandlung von Männchen zu Weibchen durchaus möglich, kommt aber im Vergleich zu anderen Symphodus-Arten wie dem Pfauenlippfisch (S. tinca) oder dem Mittelmeerputzer-Lippfisch (S. melanocercus) nicht so häufig vor. Dies liegt daran, dass die Arten am häufigsten Geschlechtsumwandlungen aufweisen, bei denen der voraussichtliche Fortpflanzungserfolg am stärksten von der Größe abhängt, was bei S. roissali nicht in dem Ausmaß der Fall ist, da hier der Fortpflanzungserfolg vielmehr von den Eigenschaften des gebauten Nests und der von den Männchen sehr extensiv betriebenen Brutpflege abhängt als von der Größe des Männchens.

## Zusammenhang zwischen Größe und Alter
Über die Otolithen in den Gehörgängen von Fischen ist es möglich, über die sich darauf befindlichen Ringe das Alter von Fischen abzuschätzen, wobei vermutet wird, dass Veränderungen im Wachstum des Otolith-Kristalls während des ersten Lebensjahres eines Fisches durch biologische oder physiologische Veränderungen im Leben der Tiere hervorgerufen werden. Setzt man nun das über die Otolithen ermittelte Alter mit der dazugehörigen Größe der Fische in Zusammenhang, konnte für den Fünffleckigen Lippfisch herausgefunden werden, dass bei Fischen dieser Art ein isometrisches Wachstum vorliegt. Ein isometrisches Wachstum bezeichnet dabei, dass Körperteile im Verhältnis zum Gesamtwachstum gleichmäßig wachsen. Damit unterscheiden sie sich von anderen Labriden wie beispielsweise dem Meerjunker (Coris julis). Laut dieser Studie lag ferner das maximale Alter, das ein Fünffleckiger Lippfisch erreichen kann, bei etwa drei Jahren. Bis zu diesem Alter verläuft die Wachstumskurve bei S. roissali nahezu asymptotisch und stimmt folglich gut mit dem kalkulierten Kurvenverlauf überein.

## Bedeutung

### Symphodus roissalials Putzerfisch
Zum Teil sind Jungtiere des Fünffleckigen Lippfisches als sogenannte Putzerfische tätig. Das bedeutet, dass sie andere Fische von Hautparasiten befreien und sich von den Parasiten dann oftmals auch ernähren. Hauptparasiten sind im Mittelmeer die marinen Asseln, denn deren Larvalstadium parasitiert ausschließlich auf Fischhäuten. Häufig lassen sich größere Lippfische wie z. B. Symphodus tinca, Barsche wie Serranus scriba oder Serranus haptus, Mönchsfische (Chromis chromis), verschiedene Brassenarten, Meerbarben oder auch Großbarsche von S. roissali putzen. Da der Vorgang des Putzens durch ritualisierte Verhaltensformen geregelt und hormonell gesteuert ist, ist dieser weitgehend vom Hunger der Putzerfische entkoppelt. Auf der einen Seite zeigen die „Kunden“, dass sie geputzt werden wollen, indem sie sich auf den Kopf oder den Schwanz stellen, ihre Kiemendeckel und Flossen abspreizen oder unbeweglich verharren. Der Putzer auf der anderen Seite signalisiert durch aufgeregtes Auf- und Abschwimmen, dass er bereit ist, zu putzen, wodurch das reguläre Räuber-Beute-Verhalten nicht mehr zum Tragen kommt. Ihre Funktion als Putzerfische führt im Übrigen auch dazu, dass viele Arten der im Mittelmeer vorkommenden Labriden sich gut als Aquarienfische eignen.

### Aquarienhaltung
Genau wie beim Augenfleck-Lippfisch (Symphodus ocellatus) ist es auch beim Fünffleckigen Lippfisch, wenn man diesen im Aquarium halten möchte, wichtig, dass das Becken nicht zu klein ist und darüber hinaus ausreichend Möglichkeiten bietet, in denen sich der Fisch verstecken kann. Außerdem sollte die Wassertemperatur unter 20–22 °C liegen, damit der Fünffleckige Lippfisch erfolgreich im Aquarium gehalten werden kann. Ein weiterer Punkt, weshalb sich eigentlich alle Lippfische der Gattung Symphodus gut als Aquarienfische eignen, ist der Umstand, dass die Tiere Ersatzfutter zumeist ohne Probleme annehmen. Bei der Wahl weiterer Fischarten sollte jedoch bedacht werden, dass Individuen der Gattung Symphodus recht langsam fressen, weshalb sie nicht mit Arten vergesellschaftet werden sollten, die schnell fressen oder aggressives Verhalten zeigen.

### Fischerei
In der mediterranen Schleppnetzfischerei zählt der Fünffleckige Lippfisch nicht zu den kommerziell wichtigen Fischarten, doch gelegentlich wird die Art als Beifang auf Fischmärkten in Spanien und auf Zypern zum Verkauf angeboten.

### Rote Liste der gefährdeten Arten
Innerhalb der Roten Liste gefährdeter Arten wird Symphodus roissali als nicht gefährdet (least concern) geführt, was bedeutet, dass die Art weit verbreitet ist und eine hohe Abundanz aufweist. Darüber hinaus ist der Populationstrend der Art stabil.